# ロックビル (コネチカット州)
ロックビル（英: Rockville）は、アメリカ合衆国コネチカット州トランド郡中央部に位置する国勢調査指定地域（CDP)である。トランド郡では人口最大の町であるバーノン町（人口は2010年で29,199人）の中にあるビレッジでもある。2010年の国勢調査では人口7,474 人だった。1889年に市として法人化されて以来トランド郡の郡庁所在地だったが、1960年にトランド郡政府が廃止されて郡庁所在地の位置づけがなくなり、さらに1965年にバーノンの町に統合されてそのビレッジとなった。

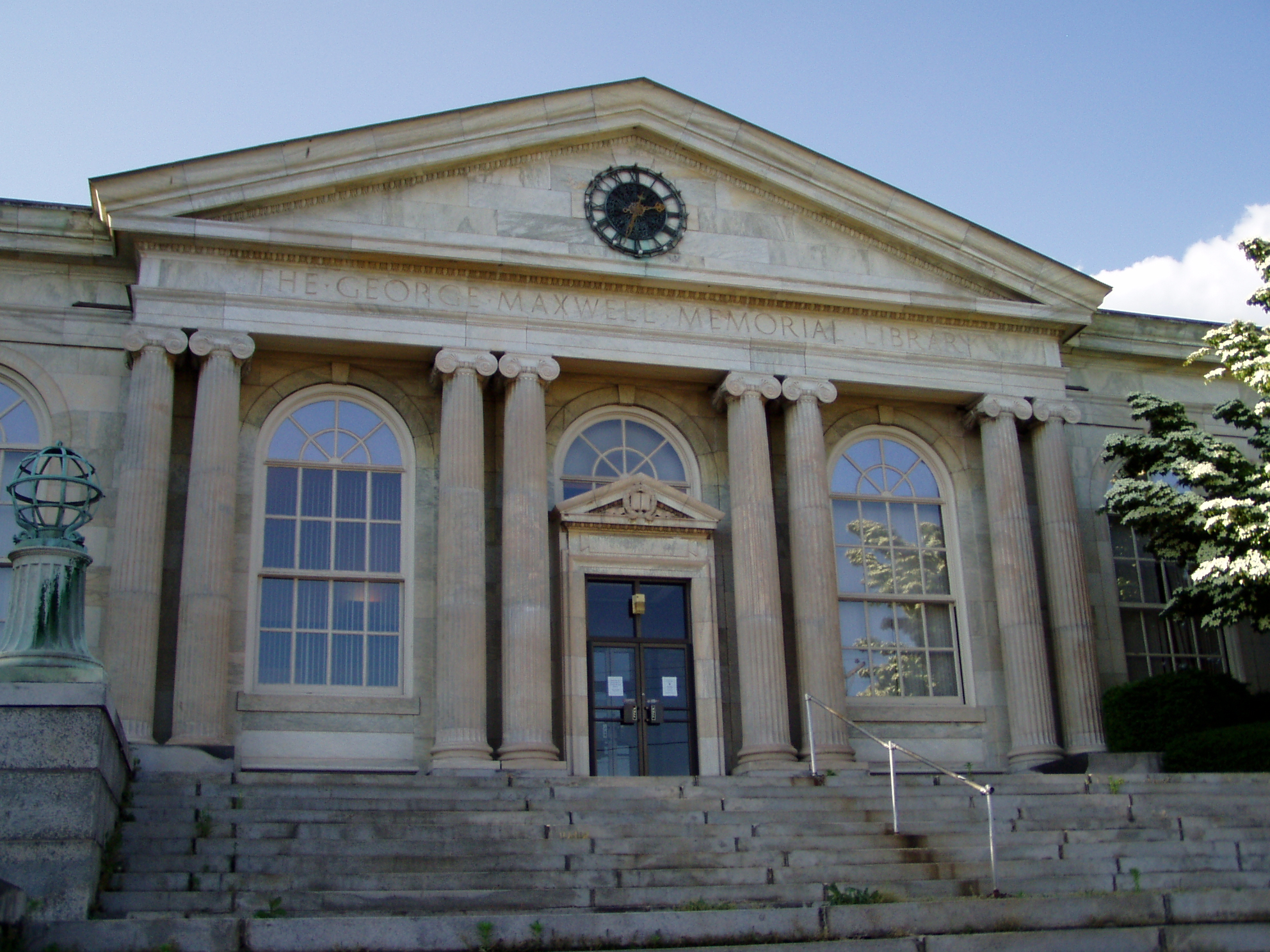
ジョージ・マクスウェル記念図書館、2006年撮影

## 地理
アメリカ合衆国国勢調査局に拠れば、CDPの全面積は1.8平方マイル (4.7 km2)であり、このうち陸地1.7平方マイル (4.4 km2)、水域は0.04平方マイル (0.10 km2)で水域率は1.70%である。

## 歴史

### 工場が出来る以前
1726年、サミュエル・グラントがボルトンにあった農園を、ボルトン北部の500エーカー (2.0 km2) の土地と交換した。その中には今日ロックビルと呼ばれる地域が含まれており、その後の約1世紀も名前の無いビレッジのままだった。この地域の特徴ある地形はシェニップシット湖であり、住人は現在も愛着をこめて「ザ・スニップ」と呼んでいるものである。ザ・スニップからホッカナム川が流れ、1.5マイル (2.4 km) の間に254フィート (77.4 m) を滝と共に下った。この川を農夫達は製粉所、製材所、搾油所に使い、1740年には蒸留所も始まった。

### ロックミル
1821年、フランシス・マクリーン大佐が現在ロックビルとなっている所に、ジョージ・ケロッグ、アリン・ケロッグ、ラルフ・タルカットとの共同事業で最初の繊維工場を建てた。そこは「ザ・ロック」と呼ばれる地点に隣接し、投資額は16,000ドルだった。マクリーンは以前にタルコットビルのウォーバートン・ミルで他の者と共同事業を行ったこともあった。「ザ・ロック」とは固い岩でできた自然のダムであり、ホッカナム川に高い滝を作っていた。現在ロックビルの中心となっている所で、ホッカナム川を堰き止め、「ロックミル」と呼ばれる水力駆動の工場を建設した。それはマクリーン毛糸工場と呼ばれた可能性もある。1823年までにその工場はフル操業になっていた。この新しい工場は幅80フィート (24 m)、奥行き30フィート (9 m) であり、その製品は青色と青の混じったサテンのような繊維だった。1826年、機械式織機が導入された。
この工場が地域に人を呼び、1836年までに人口が440人となった。61の家族に10歳未満の子供が89人いた。

### ロックビルの名前
郵便はバーノンセンターから駅馬車で1日1回配達された。そこが町の郵便局であり、投票所だった。1837年、古い記録に拠れば、「素人っぽい知らせがロックミルに配達され、村の講義室で大衆集会を開催し、町に最も適した名前を決めると宣言していた」内容だった。独自の郵便局を持つためには、恒久的な地名が必要だった。
- 以下のリストは町の名前に推薦されたものの幾つかである
  - フランクフォート - 「ロックミル」建設者フランシス・マクリーンにちなむ
  - バーノンフォールズ
  - グラントビル - 最初の開拓者サミュエル・グラントにちなむ
  - ヒルボロ - 丘陵の多い地形だったため

工場労働者の寄宿舎を運営していたサイモン・チャップマンが、周辺地域で共有されていた表現が「ロックに行っている」だったので、「ロックビル」という名前を提案した。しかし、ロックビルが独自の郵便局を作ったのは1842年になってからだった。

## ロックビル歴史地区
ロックビルの大半の地域は「ロックビル歴史地区」の一部として指定されている。この地区はスニップシック通り、デイビス・アベニュー、ウェスト通り、サウス通りに概略囲まれ、1984年にアメリカ合衆国国家歴史登録財に指定された。この地区の広さは550エーカー (2.2 km2)あり、842の建物と別の構造物1つがある。建物はギリシャ復古調、ヴィクトリア様式後期、古典様式復古調で建設されている。
建築的にまたは歴史的に興味ある建物は以下の通りである。

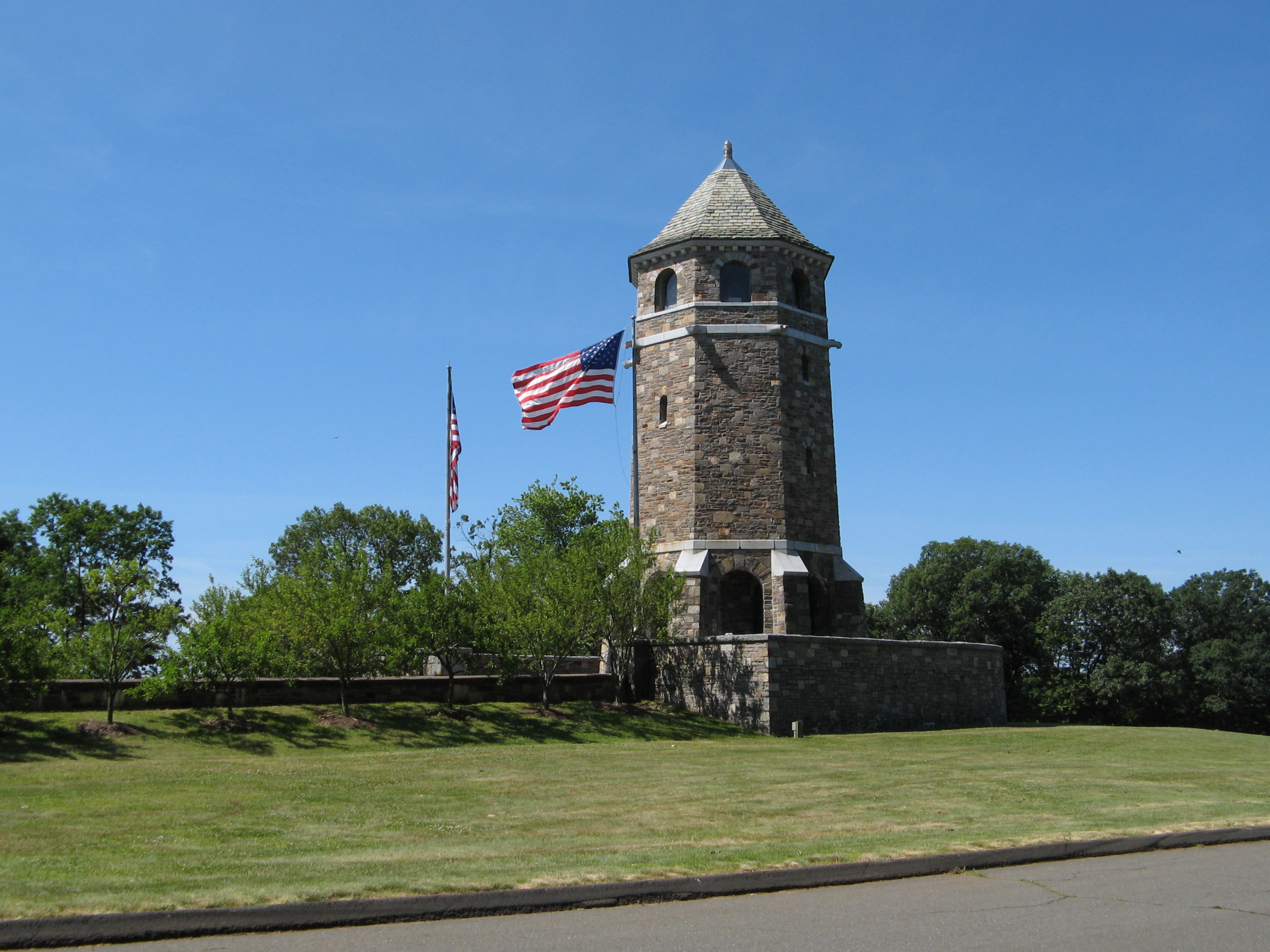
フォックスヒルのタワー

### 中心街ミル地域
- ベルディング・シルク・ミルズ
- サミュエル・フィッチのミル
- ダート・ストーン・ミル
- セントバーナード教会
- 記念ビル、現在はイングランド内戦博物館とグランドアーミー・オブ・ザ・レパブリックと、バーノン町役場を収めている

### タルコット公園地区
エルム通り、パーク通り、およびプロスペクト通りの1ブロックがタルコット公園という小さな町の公園を囲んでいる。家屋はヴィクトリア様式の様々なスタイルであり、19世紀初期のギリシャ復古調からゴシック復古調とイタリア様式、1880年代と1890年代のヴィクトリア様式折衷主義まである。工場所有者は通常自分たちの家を中心街に建てた。
- 旧ロックビル高校とイースト学校
- ジェイムズ・0・リーガン邸
- フィニアス・タルカット屋敷
- アーサー・T・ビッセル邸
- ジョージ・サイクス邸
- チャールズ・フェルプス邸
- エリントン・アベニュー
- フランシス・T・マクスウェル邸、別名マクスウェル・コート
- ケイレブ・テフト邸
- デイビッド・サイクス邸
- エルブリッジ・K・レナード邸

### 中心街とセントラルパーク
残っている建物はセントラルパーク周辺に集まり、毛糸工業によってもたらされた富の名残があり、19世紀に州内でも指導的都市であろうとした町の願望を表している。

#### 中心街東
- ロックビル国定銀行
- ユニオン会衆派教会
- シティズンズ・ブロック
- ロックビル・メソジスト・エピスコパル教会
- 記念ビル

#### 中心街西
- フィッチ・ブロック
- ウィリアムとアリスのマクスウェル夫妻邸
- ジョージ・マクスウェル記念図書館、2007年11月1日とその近辺で、この図書館の階段の傍にあった電灯が盗まれた。この電灯は銅を使って球形に仕上げていた。1つ100ポンド (45 kg) 以上あるものであり、最初の建設時に組み込まれたものだった
- ケロッグ邸、ケロッグ邸は州児童家庭省がコミュニティ・ソリューションズ社との契約で、問題のある少年を収容していた。この契約が2006年5月2日で終わったが、両機関による文書に残る管理不行き届きの長い歴史があったことがわかった。現在は成人の暫定家屋に使われている

### ビレッジ通り
- ターン・ホール
- ブラウティガム邸
- エアハルト・リンクのホール
- ビレッジ通り70
- ウィリアム・ランドール邸と店
- オットー・シュリーア邸
- ショーンシー・ウィンチェル・ジュニア邸

### 西メインストリート
- ジョージ・サイクス邸（最初のもの）
- ホッカナム・ミル
- サクソニー・ミル
- ショーンシー・ウィンチェル屋敷
- アロンソ・ベイリー邸
- スプリングビル・ミルとオフィス
- フローレンス・ミル
- ヘンリー・ハンケンのサルーン
- ニューイングランド・ヤード

### その他の地域
- キャッスル・サンセット
- フォックスヒルのタワー
- バプテスト教会、ロックビル総合病院の大きな駐車場用地を作るために破壊された
- メイプル通り学校

## 人口動態
以下は2010年の国勢調査による人口統計データである。
| 基礎データ - 人口: 7,474 人 - 世帯数: 3,292 世帯 - 家族数: 1,681 家族 - 人口密度: 1,720.3人/km2（4,419.9 人/mi2） - 住居数: 3,682 軒 - 住居密度: 853.4軒/km2（1,947.9 軒/mi2） 人種別人口構成 - 白人: 76.0% - アフリカン・アメリカン: 11.7% - ネイティブ・アメリカン: 0.4% - アジア人: 3.3% - 太平洋諸島系: 0.1% - その他の人種: 4.5% - 混血: 4.1% - ヒスパニック・ラテン系: 12.2% | 年齢別人口構成 - 20歳未満: 26.5% - 20-29歳: 17.8% - 30-44歳: 19.8% - 45-64歳: 23.9% - 65歳以上: 12.1% - 年齢の中央値: 34歳 - 性比（女性100人あたり男性の人口） - 総人口: 90.9 - 18歳以上: 87.7 世帯と家族（対世帯数） - 18歳未満の子供がいる: 26.8% - 結婚・同居している夫婦: 25.6% - 未婚・離婚・死別女性が世帯主: 19.6% - 非家族世帯: 48.9% - 単身世帯: 39.2% - 65歳以上の老人1人暮らし: 14.0% - 平均構成人数 - 世帯: 2.24人 - 家族: 2.98人 | 収入と家計 - 収入の中央値 - 世帯: 40,451米ドル - 家族: 40,714米ドル - 性別 - 男性: 48,159米ドル - 女性: 37,865米ドル - 人口1人あたり収入: 23,079米ドル - 貧困線以下 - 対人口: 22.6% - 対家族数: 24.5% - 18歳未満: 37.1% - 65歳以上: 16.0% |

## 著名な出身者
- ジーン・ピットニー （1941年–2006年）、シンガー・ソングライター、ロックの殿堂のパフォーマー部門に認定、ロックビルで育った